# Oregoniscus nearcticus
Oregoniscus nearcticus är en kräftdjursart som först beskrevs av Arcangeli1932.  Oregoniscus nearcticus ingår i släktet Oregoniscus och familjen Trichoniscidae. Inga underarter finns listade i Catalogue of Life.